# Johannes Heesters
Johan Marius Nicolaas Heesters, conegut per Johannes Heesters (Amersfoort, 5 de desembre de 1903 − Starnberg, 24 de desembre de 2011) fou un actor de teatre, cinema i televisió neerlandès, tot i que des de mitjan anys 1930 va treballar gairebé només a Alemanya. La seva activitat durant la Segona Guerra Mundial i els seus èxits a l'Alemanya nazi en van fer una figura molt controvertida. Va viure 108 anys i va estar treballant fins a l'any de la seva mort.

## Filmografia
| - 1924: Cirque hollandais - 1934: Bleeke Bet - 1935: De Vier Mullers - 1936: Die Leuchter des Kaisers - 1936: The Beggar Student - 1936: The Court Concert - 1937: Wenn Frauen schweigen - 1937: Gasparone'' - 1938: Nanon - 1938: Immer wenn ich glücklich bin..! - 1939: Hello Janine!'' - 1939: Das Abenteuer geht weiter - 1939: Meine Tante – Deine Tante - 1940: Liebesschule - 1940: Die lustigen Vagabunden - 1940: Rosen in Tirol - 1941: Immer nur... Du! - 1941: Jenny und der Herr im Frack - 1941: Illusion - 1942: Karneval der Liebe - 1943: Melody of a Great City - 1944: Es lebe die Liebe - 1944: Glück bei Frauen - 1944: Es fing so harmlos an - 1944: Frech und verliebt - 1946: Die Fledermaus - 1946: Renée / Renée XIV. Der König streikt - 1947: Wiener Melodien - 1949: Liebe Freundin - 1950: Wenn eine Frau liebt - 1950: Hochzeitsnacht im Paradies - 1951: Professor Nachtfalter - 1951: Tanz ins Glück - 1951: Die Csardasfürstin - 1952: Im weißen Rößl - 1953: Die geschiedene Frau | - 1953: Die Jungfrau auf dem Dach - 1953: Schlagerparade - 1953: Hab' ich nur Deine Liebe - 1954: Stern von Rio - 1955: Bel-Ami - 1955: Gestatten, mein Name ist Cox - 1956: Ein Herz und eine Seele / …und wer küßt mich - 1956: Opernball - 1956: Heute heiratet mein Mann - 1957: Bel Ami. Der Frauenheld von Paris - 1957: Viktor und Viktoria - 1957: Von allen geliebt - 1958: Bühne frei für Marika! - 1958: Besuch aus heiterem Himmel / Jetzt ist er da aus USA - 1958: Frau im besten Mannesalter - 1959: Die unvollkommene Ehe - 1960: Am grünen Strand der Spree (TV) - 1961: Junge Leute brauchen Liebe - 1968: Unsere liebste Freundin (TV) - 1973: Hallo, Hotel Sacher…Portier (TV) - 1974: Hochzeitsnacht im Paradies (TV) - 1980: Liebe bleibt nicht ohne Schmerzen (TV) - 1982: Sonny Boys (TV) - 1984: Die schöne Wilhelmine (TV) - 1985: Otto – Der Film - 1991: Altes Herz wird nochmal jung - 1993: Zwei Münchner in Hamburg - 1994: Silent Love (curtmetratge) - 1995: Grandhotel - 1996: Ein gesegnetes Alter (TV) - 1999: Theater: Momo (TV) - 2001: Otto – Mein Ostfriesland und mehr (TV) - 2003: Zurück ins Leben - 2008: 1½ Ritter – Auf der Suche nach der hinreißenden Herzelinde - 2008: Wege zum Glück - 2011: Ten (curtmetratge) |